# Stazione Filchner
La stazione Filchner (in tedesco Filchner-Station) era una base antartica estiva tedesca, intitolata all'esploratore Wilhelm Filchner.

## Ubicazione
Localizzata ad una latitudine di 77°06' sud e ad una longitudine di 50°24' ovest, 
la base si trovava lungo la barriera di Filchner-Ronne lungo la costa del mare di Weddell.

## Storia
Costruita nel 1982, la base è stata operativa sino al 1998, quando la porzione di barriera su cui sorgeva si è distaccata dal continente diventando un grande iceberg, chiamato A-38, che ha iniziato ad andare alla deriva per il mare di Weddell. Le operazioni di soccorso, condotte grazie al rompighiaccio Polarstern, si sono concluse con il salvataggio dei 12 scienziati della base e di molti dei materiali della stazione. Diversi container della stazione Filchner, dopo essere stati ammodernati, formano oggi la stazione Kohnen.

## Attività
Negli anni in cui è stata attiva, le ricerche della stazione Filchner si sono concentrate sulla glaciologia e sulla geofisica. Sino al 1990 ha operato inoltre in essa una stazione meteorologica automatizzata.